# 알리 아사달라
알리 아사달라(아랍어: علي أسد الله, Ali Assadalla, 1993년 1월 19일 ~ )는 카타르의 축구 선수로 포지션은 미드필더이며 현재 카타르 스타스 리그의 알사드에서 활약하고 있다.